# Nho Marzemino

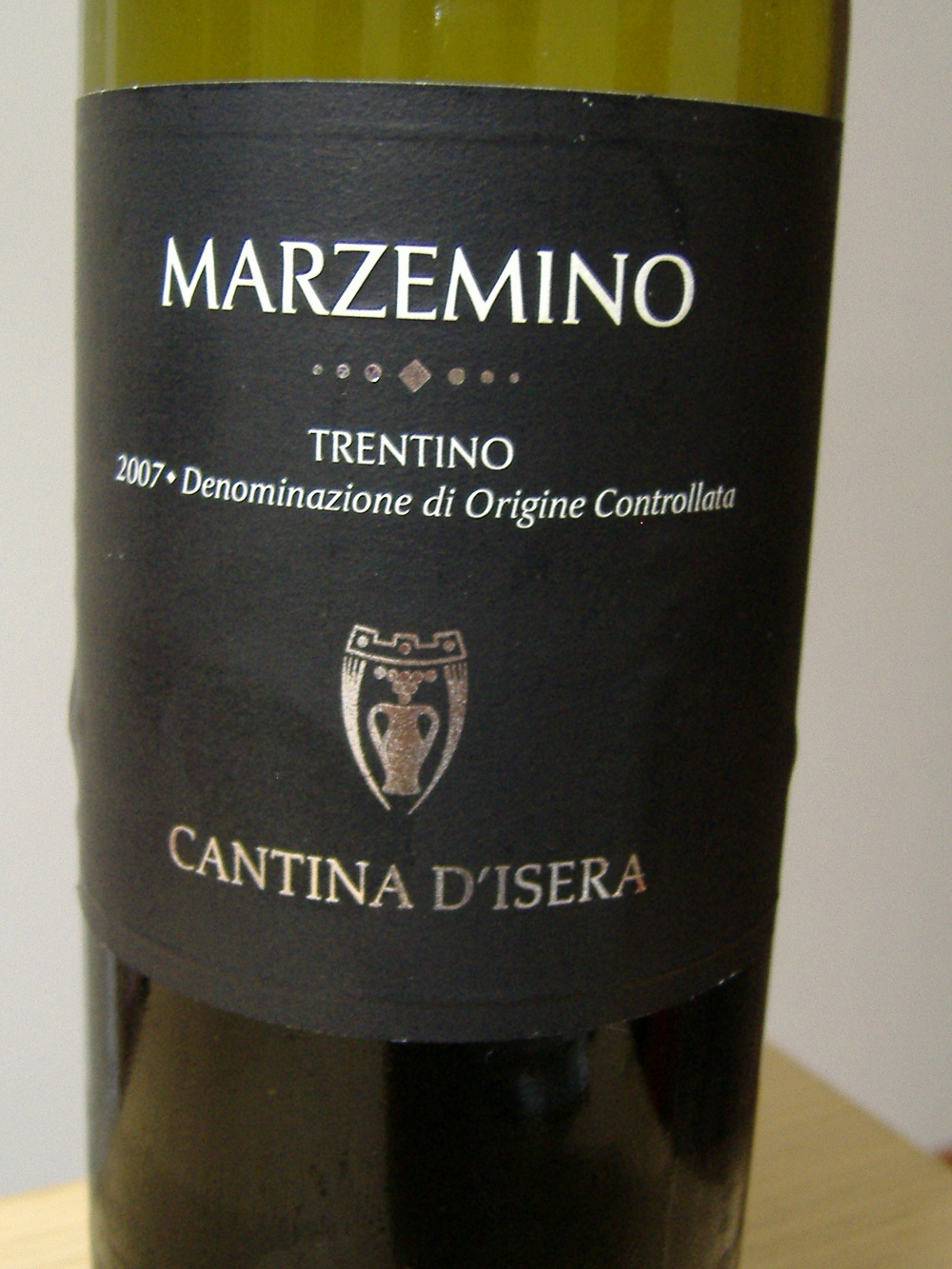
Rượu nho Marzemino cao cấp từ Trentino.

Marzemino là một giống nho rượu vang đỏ của Ý, được trồng chủ yếu quanh Isera, phía nam của Trentino. Rượu vang được chú ý nhất khi được nhắc đến trong vở opera Don Giovanni của Wolfgang Amadeus Mozart ("Versa il vino! Marzimino tuyệt vời ! "). Cây nho chín muộn và dễ bị nhiều bệnh nho trong đó có oidium. Rượu vang được sản xuất từ nho có tông màu tối đặc trưng và vị mận nhạt.
Các nhà lập thể từ lâu đã đưa ra giả thuyết rằng nho có nguồn gốc ở miền bắc Ý. Gần đây hồ sơ DNA tiến hành tại cơ sở nghiên cứu ở San Michele All'adige tiết lộ Marzemino để có một mối quan hệ cha-con với nho Marzemina bianca ở khu vực Veneto, Refosco dal Peduncolo Rosso và Teroldego, từ Friuli-Venezia Giulia và Trentino tương ứng, cung cấp thêm bằng chứng cho nguồn gốc rằng chúng có khả năng xuất xứ ở khu vực này.

## Vùng rượu

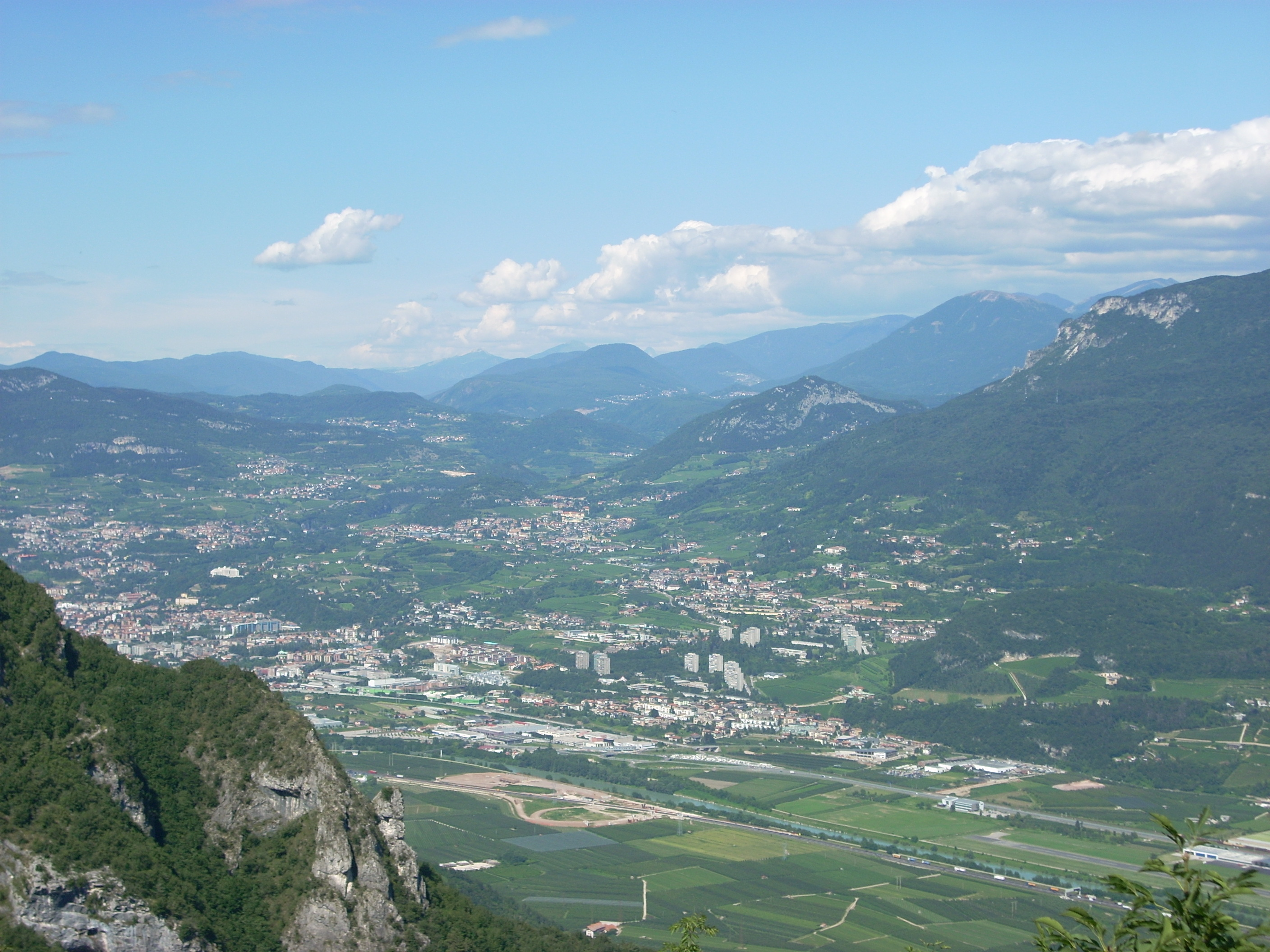
Vùng Trentino nơi Marzemino được trồng.

Marzemino được tìm thấy trên khắp miền bắc Italy đáng chú ý nhất trong vùng rượu vang Lombardia, Trentino, Veneto  và Friuli-Venezia Giulia. Ở Lombardy nó thường được sử dụng như một quả nho trộn, thường xuyên cùng với Barbera, Groppello, Merlot hay Sangiovese. Ở Trentino, nó thường được làm như một loại rượu vang đa dạng. Trong khi nó được cho là đã đóng một vai trò nhỏ trong lịch sử Chianti, ngày nay nó hiếm khi được nhìn thấy ở Tuscany.

## Nghề trồng nho và làm rượu vang
Marzemino rất dễ bị các bệnh nấm khác nhau và có thể dễ bị sản lượng cao và cắt xén. Cây nho đòi hỏi một mùa sinh trưởng dài và chín muộn. Marzemino có thể sản xuất rượu vang nhẹ với độ axit đặc trưng có thể hơi sủi bọt. Ở vùng khí hậu mát mẻ, tính axit có thể xem như vị hòa thảo với hương vị trái cây anh đào nhẹ. Một số ví dụ passito ngọt ngào của Marzemino, thường được pha trộn với các loại nho khác, cũng có thể được tìm thấy trên khắp miền bắc Italy.

## Trong nghệ thuật

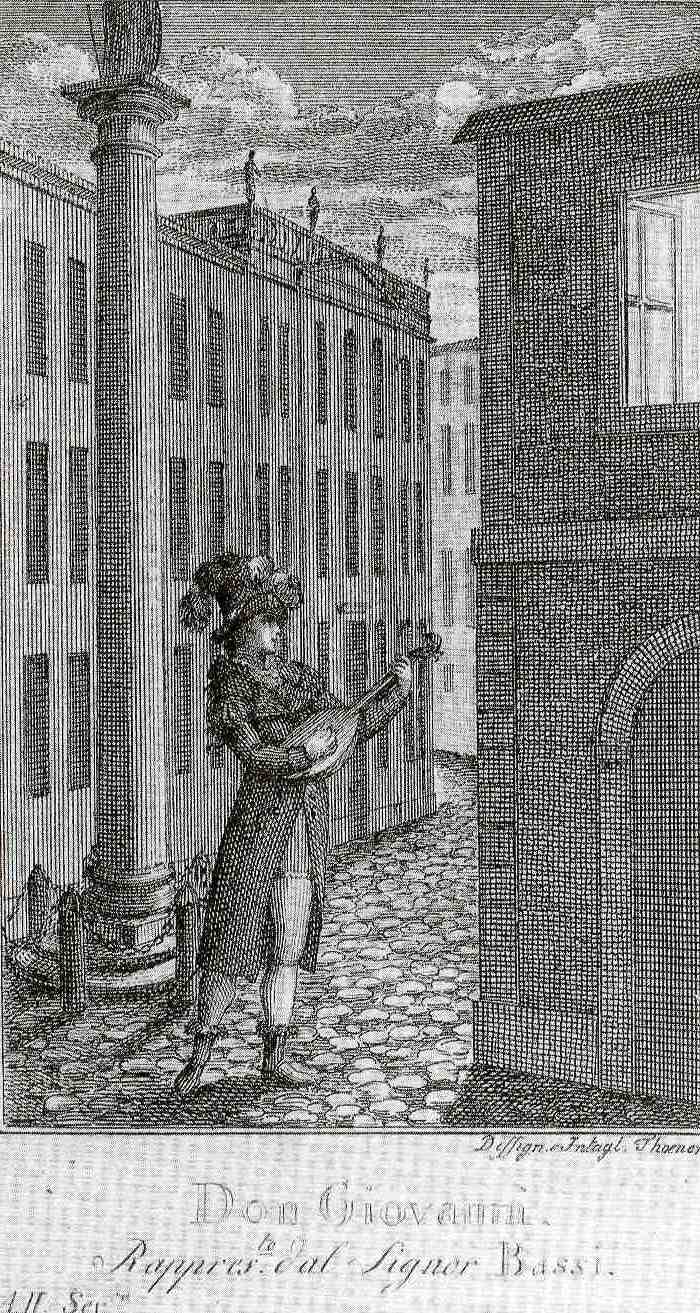
Trong vở kịch Don Giovanni, nhân vật tiêu đề kêu gọi một ly Marzimino trong cảnh tiệc cuối cùng ngay trước khi anh ta được giải thoát vào địa ngục.

Trong vở opera Don Giovanni, nhân vật tí hon Don Giovanni kêu gọi một ly Marzimino ngay trước khi được giải thoát xuống địa ngục.

## Từ đồng nghĩa
Marzemino được biết đến dưới một loạt các từ đồng nghĩa trên khắp nước Ý. Chúng bao gồm Balsamina nera, Barzemin, Bassamino, Berzemino Calopico, Bossamino, Magnacan, Marsemina, Marzamino, Marzemin, Marzemino d'Isera, Marzemino gentile, Marzemino Padovano, Merzemina and Uva Tedesco